# Croaziera (film din 2006)
Croaziera (titlu original: Three, uneori stilizat ca Thr3e) este un film american de groază din 2006 regizat de Robby Henson. În rolurile principale joacă actorii  Marc Blucas, Justine Waddell, Laura Jordan, Bill Moseley și Priscilla Barnes. Scenariul este realizat de Alan B. McElroy după un roman omonim de Ted Dekker.

## Prezentare
Vieți nevinovate se află la bunul plac al unui criminal psihopat evaziv ale cărui ghicitori și termene limită ciudate imposibil de realizat forțează la extrem trei persoane într-o misiune de terminare a unui joc înainte ca unul dintre ei sau chiar toți să moară.  

## Distribuție
| Actor              | Rol             |
| ------------------ | --------------- |
| Marc Blucas        | Kevin Parson    |
| Justine Waddell    | Jennifer Peters |
| Laura Jordan       | Samantha Sheer  |
| Bill Moseley       | Richard Slater  |
| Priscilla Barnes   | Belinda Parson  |
| Max Ryan           | Paul Milton     |
| Tom Bower          | Eugene Parson   |
| Jeffrey Lee Hollis | Bob Parson      |
| Alanna Bale        | tânăra Samantha |
| Kevin Downes       | Henry           |